# Церква перенесення мощей святого Миколая (Турка)
Церква перенесення мощей святого Миколая (Св. Миколая) у Турці — чинна дерев'яна церква у місті Турка Львівської області; бойківська дерев'яна церква, пам'ятка архітектури національного значення. Парафія належить до Турківського деканату Самбірсько-Дрогобицької єпархії УГКЦ.

## Розташування
Церква розміщена на міському цвинтарі в урочищі «Лікоть». 

## Історія
Збудована, як свідчать інвентарі за 1820 рік — у 1776 році. За даними дослідника Драгана — збудована у XVIII ст., за свідченням деяких шематизмів — у XVII ст.
За даними, зібраними дослідником Іваном Юсиповичем, збудована коштом власника міста (дідича) Яна Каліновського, ополяченого українця, у 1750 році. Поряд з церквою Каліновський виділив землю під міський цвинтар — з того часу в місті українців і поляків почали хоронити на спільному кладовищі.

## Архітектура
Церква є типовим зразком бойківського дерев'яного церковного будівництва. Це тризрубна триверха церква з декоративною аркадою-галерейкою над бабинцем, без емпори. 
Будова церкви відзначається деякою асиметричністю веж, різною висотою ярусів. Найбільші розміри має нава, значно менші — вівтар і бабинець. Центральна і західна вежі є чотириярусні, східна — триярусна. Віддалі і висоти веж спроектовані дуже вдало. Над бабинцем довкола верхнього ярусу розташована закрита галерея, яка не тільки прикрашає церкву, але й надає їй оборонного характеру. Два вікна другого ярусу нави є композиційним осередком усього храму. Нижній ярус з'єднує фартух опоясання, яких є опущеним досить низько і спирається на консолі. Вежі завершують пірамідальні покрівлі з барабанами і маленькими грушевидними голівками, на яких розміщені досить високі хрести. Зовнішній вигляд храму з часом дещо змінився. До бабинця із заходу добудовано притвор, а до вівтаря з південної сторони — захристя. Ґонтове покриття стін було замінено шалівкою, дах — перекритий бляхою. Церква має входи із заходу і півдня. Іконостас виконаний в стилі бароко.
До часу побудови в центрі міста нової церкви Святих Петра і Павла, функціонувала як головний храм греко-католицької громади м. Турка, сьогодні ж використовується, головним чином як поминальний храм.

## Світлини

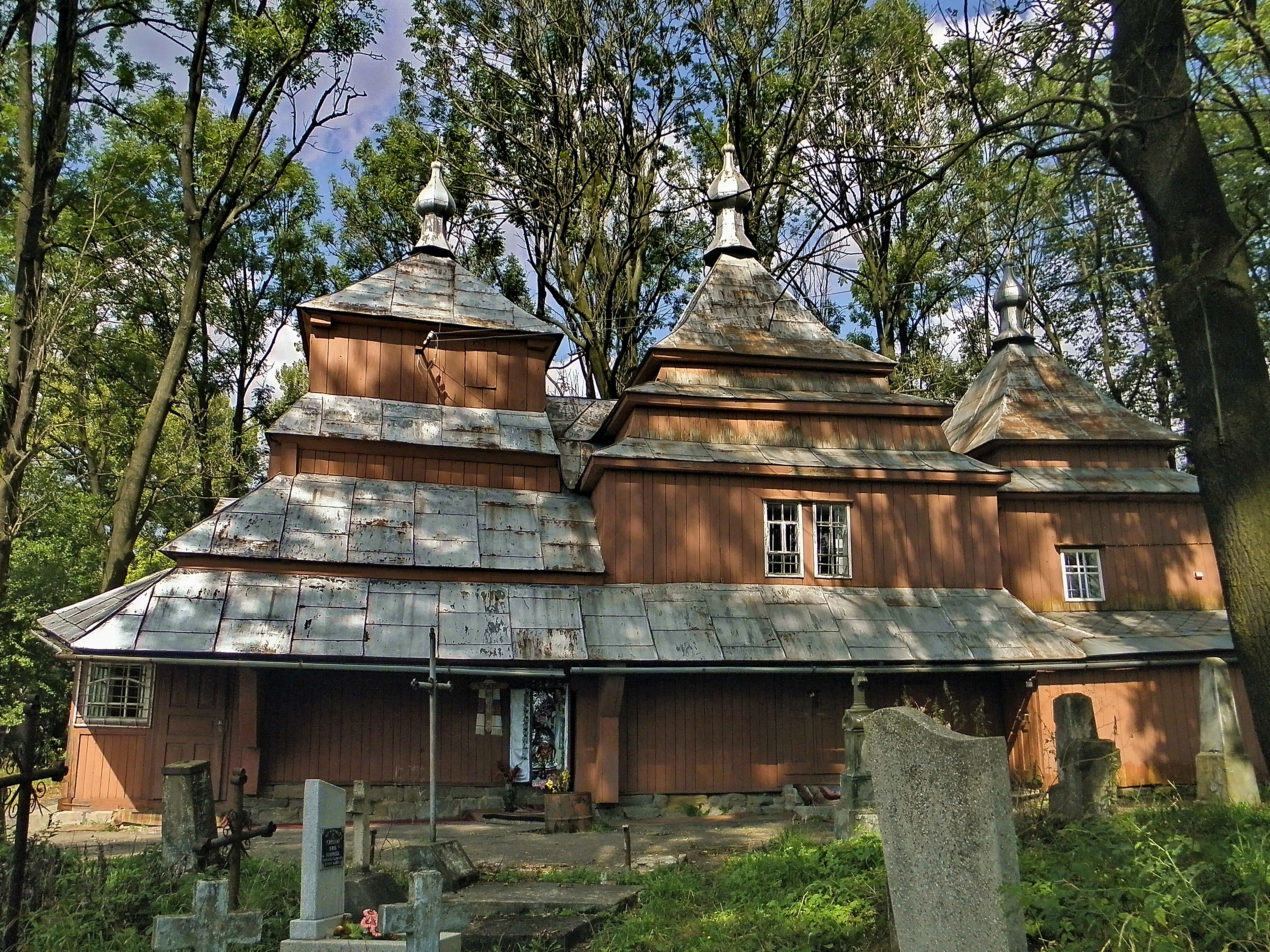
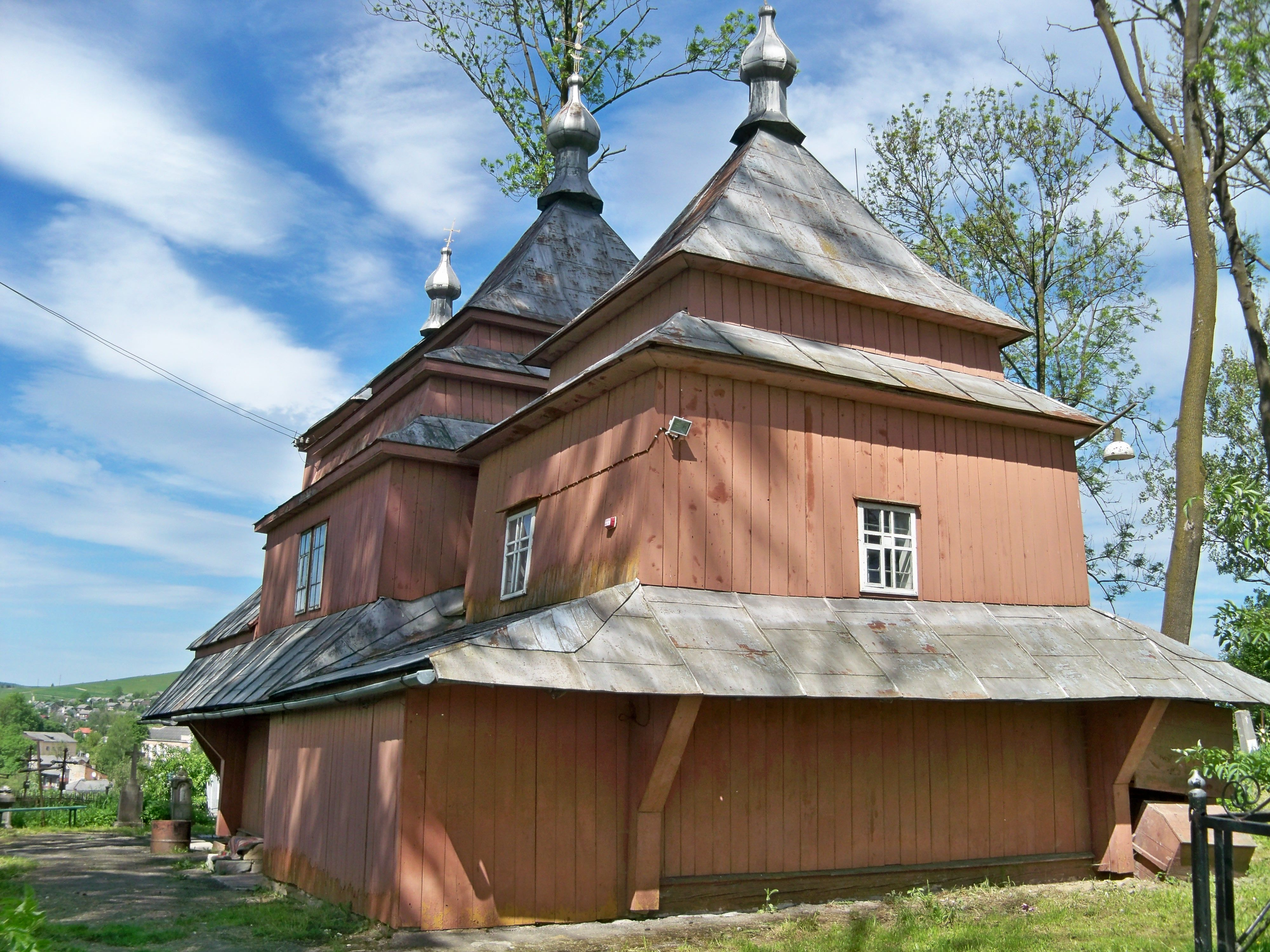
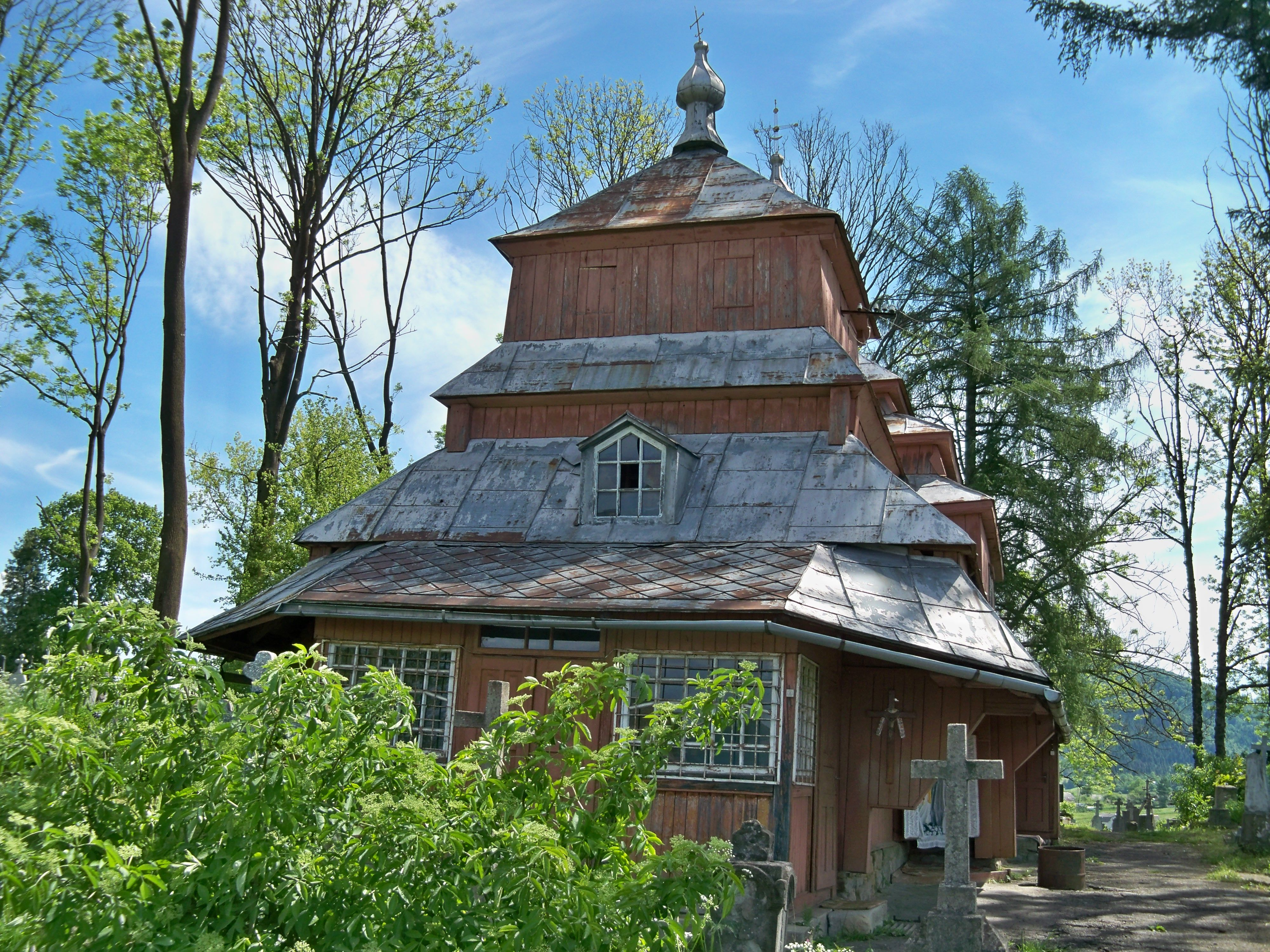